# Château de Fleury-la-Forêt
Le château de Fleury-la-Forêt est une demeure datant du XVIIe siècle, qui se dresse sur le territoire de la commune française de Fleury-la-Forêt dans le département de l'Eure, en région Normandie.
Cet imposant château édifié en silex et briques rouges, situé non loin de Lyons-la-Forêt, est visitable. Il fait aussi office de chambres d’hôtes. Le château accueille le musée des poupées. Le parc à la française est bordé d’une allée de tilleuls centenaires. On peut aussi voir, autour du parc, caves, chapelle et lavoir.
Le château est partiellement protégé au titre des monuments historiques.

## Localisation
Le château est situé sur la commune de Fleury-la-Forêt dans le département français de l'Eure.

## Historique
Le 30 décembre 1559, François-Georges de Bricqueville vend le fief, terre et seigneurie de Fleury-la-Forêt à Pierre de Courcol qui en fait hommage en 1595 et y construit le château à son emplacement actuel.
Sa petite-fille Roberte de Courcel apporte Fleury en mariage au chevalier Charles de Caumont, sieur du Bout-du-Bois et exempt des gardes du roi Louis XIV,. Ses armes étaient : d’argent à 3 fasces de gueules, la première surmontée de 3 tourteaux du même.
Après l’incendie qui détruit une partie du château et la plupart des meubles et revêtures en 1643, Charles de Caumont effectue les travaux de restauration du château,. Il fonde dans le château une chapelle de Notre-Dame, qui est approuvée le 22 mai 1658,.
En 1667, Louis de Caumont, chevalier, vend cette terre, de concert avec Madeleine de Caumont, sa mère, à Jean Blin, conseiller du roi,. Ses armes étaient : d’azur à 8 glands d’argent, 3, 2 et 3.
Le 21 mars 1698, le chevalier Jacques Dauger, seigneur de Villiers, achète le château à Marie-Madeleine de Caumont, veuve de Charles décédé en son château le 20 avril 1676. Une grande campagne de rénovation sera entreprise vers 1760 par le comte Louis-Alexandre Dauger, lieutenant-général de cavalerie qui demandera à l’architecte Fontaine d’ajouter deux ailes à l'édifice initial.
Bien que construit à deux époques différentes, l’utilisation des mêmes matériaux et le respect du parti d’origine, à l’exception des canonnières, conserve une grande unité au château. La grille d’honneur a été installée en 1789. La famille Dauger conservera le château jusqu’en 1791, date à laquelle il sera cédé à monsieur de Combault d’Auteuil, puis à son fils le vicomte d’Auteuil,.
En 1859, le château de Fleury est acheté par Monsieur Sanguier, négociant à Paris, puis en 1890 par Monsieur Peynaud.
Le château est occupé par l'armée allemande pendant la Seconde Guerre mondiale. À la fin de la guerre, le château n'a plus de résidents.
Il est acheté en 1978 par la famille Caffin qui entreprend des travaux de restauration. 

## Protection
Au titre des monuments historiques :
- les façades, toitures et gros œuvre de l'ensemble des bâtiments encadrant la cour devant le château, ainsi que les murs clôturant cette cour, sauf le mur ouest classé sont inscrits par arrêté du 19 septembre 1991 ;
- les façades et toitures du château, l'emprise du parc, la grille et le mur de clôture Ouest sont classés par arrêté du 15 mars 1993 ;
- l'intérieur du château est inscrit par arrêté du 15 mars 1993.

### Site naturel
- Les abords du château constituent un site naturel inscrit depuis un arrêté du 3 novembre 1942 et classé par arrêté le 8 août 1944[7].